# Plumularia macrotheca
Plumularia macrotheca is een hydroïdpoliep uit de familie Plumulariidae. De poliep komt uit het geslacht Plumularia. Plumularia macrotheca werd in 1877 voor het eerst wetenschappelijk beschreven door Allman. 